# Indiana Jones and the Last Crusade: The Action Game

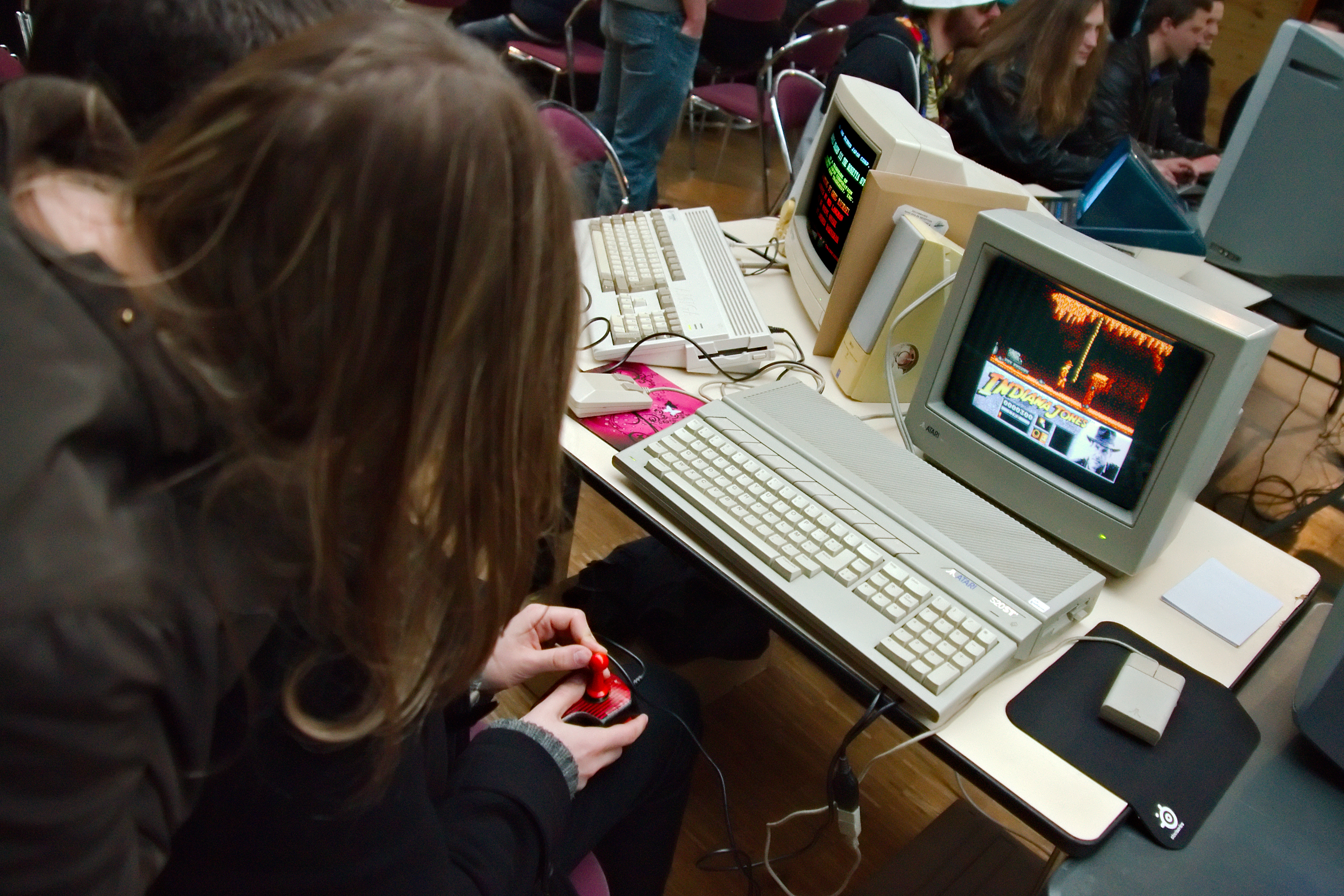
Spelet på en Atari 520ST under Retrogaming Days IV

Indiana Jones and the Last Crusade: The Action Game släpptes 1989 av  Lucasfilm Games, och är baserat på  långfilmen med samma namn. Spelet släpptes till konsoler som ZX Spectrum, Amstrad CPC, Commodore 64, Atari ST, Commodore Amiga, DOS, Sega Master System, Sega Mega Drive och Sega Game Gear.

### Fotnoter
1. ↑  ”Indiana Jones and the Last Crusade: The Action Game” (på engelska). Mobygames. 24 juni 1989. http://www.mobygames.com/game/indiana-jones-and-the-last-crusade-the-action-game. Läst 5 juni 2014.